# 綻放花朵的飛行兵器
《綻放花朵的飛行兵器》，為杉井光撰寫，LLO繪製封面與插畫的一部輕小說作品，日文文庫本於2011年2月由GAGAGA文庫（小學館所屬）出版，繁體中文版由臺灣尖端出版社代理。

## 概要
杉井氏首次於GAGAGA文庫所刊載之作品，是其出道時期所撰文之其中一長篇作品，保留當中關於兵器驅動之設定所修改而成的作品。因文中內容所涉及之諸多有關議題之故，於文末後記表明了，此乃其寫過中「最危險的故事」。

## 簡介
因國家內戰動盪的緣故，成為戰爭孤兒的主角仁川佑樹，因皇國軍戰事的節節敗退而不斷轉學遷徙。在距開戰2年後成為中二生的祐樹，與從天而降的少女──櫻子相遇了，也因為某種契機之故，被徵招成為特殊戰鬥機的駕駛員。也因此展開了亡命蒼穹的軍旅之途。

## 登場人物
仁川 佑樹
本作主角。櫻花特殊攻擊隊隊員，玖號機「杦姬」的適任駕駛者，軍階為少尉，個性懦弱，因為多次轉學的關係感到厭煩，但在遇到櫻子後希望能成為櫻子的子彈。
櫻子
本作女主角。櫻花特殊攻擊隊隊員，壹號機「初雪」的適任駕駛者，軍階為大元帥，同時是皇國元首,即天皇。個性高傲任性，喜歡逞強。內心一直背負著極大的痛苦，為了不讓民眾看到自己軟弱的一面，強制規定自己絕對不能為一個人而掉眼淚。
那須野 佳織
國立九段下中學三年級生，特殊攻擊機‧櫻花的開發者──那須野博士之女，亦是櫻花特殊攻擊隊的隊長，肆號機「月河」的適任駕駛者，軍階為中尉。有著一頭茶色如波浪般凌亂的短髮，配戴著眼鏡。
相對於柚樹與櫻子，與班上的同學相處十分融洽，同儕間完全不會在意其軍人的身分。
吉田 神樂
靖國神社的宮司，平時身著著紅白色的巫女服飾，居住於神社的社務所中，伍號機「清竹」的適任駕駛者。不能距離神社內的櫻花樹太遠，只能一輩子生活在這。負責雕刻墓碑上的名字和尋找其他適任駕駛者的工作。日復一日地持續著雕刻碑文的工作。
土佐 美鶴
皇國空軍獨立第八航空軍團，即飛行航空母艦「三栖籏」的代理艦長，軍階為中校。與櫻子年幼時便相識，軍部亦以此一原由，而令其擔負三栖籏的代理艦長一職。也不知是否因之所故，對於軍隊的紀律十分藐視，時常衣裝不整，並如同標誌班地叼著香菸，有時也會帶著墨鏡。
十分厭惡他人以軍階的方式稱呼之，如文中便要求佑樹直接以美鶴的方式叫喚，其後佑樹皆稱之為美鶴小姐（美鶴さんは）。
寢室宛如人間煉獄般地凌亂，堆疊至無法再堆疊的文件、盡是菸蒂的菸灰缸，任意丟放的衣物與菸盒充斥著整個房間。
栗園 珠美
九段下中學，佑樹所屬班級的班導師。同時也是皇國空軍，教練航空團的訓練教官，軍階為上尉。個性好管閒事又不帶惡意，平時傻里傻氣的樣子，令祐樹感到難以應對相處。

## 用語
國立九段下中學
作品中主角升上中學後第四次轉學所轉入的學校。依據故事中所撰之敘述，應是以比鄰靖國神社參道、武道館與皇居的千代田区立九段中等教育学校（原東京都立九段高等学校）為藍本，所虛構之學校。
制服的樣式因應部分學員中的軍人身分，所設計的樣式與皇國軍的軍服十分相似。另外，九段下中學的教職員中亦有半數同時具軍人的身份。
皇國軍、民國軍
不知何故日本以箱根絕對防衛線為界分裂為皇國及民國兩大勢力展開內戰,史稱「極東動亂」。雙方均擁有完善的政府機制,因此互不承認,也不將此次內戰視為戰爭。作品中對民國的著墨不多,目前只知道民國的主要政黨是一個叫「民權黨」的政黨,皇國則是以天皇為國家元首，政體為絶對君主制（君主立憲制），內閣及國會也漸次設置。
皇國軍章
能投射出立體影像並加以操作的高機能軍用植入式存取器，如作品中的佑樹即在其左手指甲的皮膚植入此一晶片。軍章具有許多的功能，如連結資料庫，調閱他人的個人資料或其他紀錄、即時戰情資料、物價查詢、具軍人優惠價格的電子錢包、紀錄影音資料，甚至是確認友軍的生命反應等。軍章間也可以相互交換彼此的資料。
三栖籏
飛天航空母艦,以受損的伍號機「清竹」作動力來源。
特殊攻擊機‧櫻花
世上最強的航空戰鬥兵器,在空中散佈象徵淒美與滅亡的櫻花花瓣，一一擊落侵犯國土的敵機，僅有九架，以染井吉野櫻為材料製做出來，損毀時會自動再生。「櫻花機」顛覆了飛行的常識，除了需要詭異的飛行技巧，還需要找到適任者。
散華、滅卻
櫻花特殊攻擊機把機體散出去像雲一樣把大量敵機包圍其中,然後同時引爆
多腳砲臺
依據作品中的描述，為造型類似蜘蛛，具登陸作戰能力，但獨立作戰之性能不足以突破箱根絕對防禦線的機動性作戰兵器。
靈璽簿
即戰死者名簿，奉納於靖國神社中的靈璽簿奉安殿（霊璽簿奉安殿（れいじぼほうあんでん））中。

## 書籍一覽

### 輕小說
| 集數 | 小學館        | 小學館                 | 尖端出版社   | 尖端出版社             |
| 集數 | 發售日期      | ISBN                   | 發售日期     | ISBN                   |
| ---- | ------------- | ---------------------- | ------------ | ---------------------- |
| 1    | 2011年2月18日 | ISBN 978-4-09-451257-1 | 2012年8月1日 | ISBN 978-957-10-4811-6 |

## 外部連結
- （日語）
- （日語）
- （日語） [永久] （本作插畫繪者LLO的個人網站。）